# Tiempo inmemorial
Tiempo inmemorial es un tiempo que se extiende más allá del alcance de la memoria, los registros o la tradición. La inferencia es que el sujeto referido es, o puede considerarse, indefinidamente antiguo.
El término se ha definido formalmente para algunos propósitos.

## Derecho

### Inglaterra
- En el Derecho inglés, tiempo inmemorial significa "un tiempo anterior a la historia legal y más allá de la memoria legal". En 1276, este tiempo se fijó por decreto en el año 1189, el comienzo del reinado del rey Ricardo I. Las pruebas de una posesión ininterrumpida o el uso de cualquier derecho desde esa fecha hizo innecesario establecer la cesión original. En 1832, el plan de fechar la memoria legal a partir de un momento fijo fue abandonado; en su lugar, se aceptó que los derechos que se habían disfrutado durante veinte años (o treinta años si es contra la Corona) no podían cuestionarse simplemente demostrando que no se habían disfrutado con anterioridad.[1]
- Se dice que el Tribunal de la Caballería, un antiguo tribunal civil inglés, definió el periodo anterior a 1066 como "tiempo inmemorial" para los asuntos de la heráldica.[2][3]